# Łabławki
Łabławki (deutsch Lablack) ist ein Ort in der polnischen Woiwodschaft Ermland-Masuren. Er gehört zur Stadt-und-Land-Gemeinde Bisztynek (Bischofstein) im Powiat Bartoszycki (Kreis Bartenstein).

## Geographische Lage
Łabławki liegt in der nördlichen Mitte der Woiwodschaft Ermland-Masuren, 24 Kilometer nordwestlich der früheren Kreisstadt Rastenburg (polnisch Kętrzyn) bzw. 17 Kilometer südöstlich der heutigen Kreismetropole Bartoszyce (deutsch Bartenstein).

## Geschichte
Das aus ein paar kleinen Höfen bestehende Dorf, das noch um 1785 Lablacken hieß, wurde 1874 als Landgemeinde in den neu errichteten Amtsbezirk Langheim (polnisch Lankiejmy) im ostpreußischen Kreis Rastenburg aufgenommen. Im Jahre 1910 zählte Lablack 31 Einwohner.
Am 19. Oktober 1921 wurde das benachbarte Vorwerk Lablack in die Landgemeinde Lablack übernommen. Die Zahl der Einwohner belief sich im Jahre 1933 auf 71, und im Jahre 1939 auf 76.
Als 1945 in Kriegsfolge das gesamte südliche Ostpreußen an Polen abgetreten wurde, erhielt Lablack die polnische Namensform „Łabławki“. Heute ist das kleine Dorf eine Ortschaft im Verbund der Gmina Bisztynek (Stadt- und Landgemeinde Bischofstein) im Powiat Bartoszycki (Kreis Bartenstein), von 1975 bis 1998 der Woiwodschaft Olsztyn, seither der Woiwodschaft Ermland-Masuren zugehörig.

## Kirche
Bis 1945 war Lablack in die evangelische Kirche Langheim in der Kirchenprovinz Ostpreußen der Kirche der Altpreußischen Union, außerdem in die römisch-katholische Kirche Sturmhübel (polnisch Grzęda) im Bistum Ermland eingepfarrt.
Heute gehört Łabławki katholischerseits immer noch zu Grzęda, das jetzt im Erzbistum Ermland liegt, evangelischerseits zur Pfarrei in Kętrzyn (Rastenburg) mit der Filialkirche in Bartoszyce (Bartenstein) in der Diözese Masuren der Evangelisch-Augsburgischen Kirche in Polen.

## Verkehr
Łabławki liegt an einer Nebenstraße, die bei Kowalewo Duże (Vorwerk Wotterkeim) von der polnischen Woiwodschaftsstraße 592 (einstige deutsche Reichsstraße 135) abzweigt und über Swędrówka (Zandersdorf) nach Grzęda (Sturmhübel) führt. Eine Anbindung an den Bahnverkehr besteht nicht.